# Gausbert de Peralada
Gausbert de Peralada fou senyor de Peralada a la mort del seu pare Berenguer Renard de Peralada i morí sense descendència, l'herència passà als seus possibles germans Ramon de Torrelles i Eimeric. L'adscripció d'aquest personatge com a vescomte de Rocabertí és dubtosa i caldrà que es facin més investigacions per veure si només era senyor de la vila altempordanesa o si també va ostentar el títol de vescomte.